# Verklista för Wilhelm Peterson-Berger
Nedan listas verk av den svenske kompositören Wilhelm Peterson-Berger. Ett flertal verk finns i andra arrangemang än som anges nedan, t.ex. orkestrerade sånger, eller sånger arrangerade för liten orkester. I listan anges endast originalversionerna enligt boken "Wilhelm Peterson-Berger – en vägvisare".

## 1. Musikdramer
1.1 Ran (1900)

1.2 Lyckan (1903)

1.3 Arnljot (1909)

1.4 Domedagsprofeterna (1917)

1.5 Adils och Elisiv (1924)

## 2. Kantater
2.1 Sveagaldrar, sångdramatiskt festspel vid Oscar II:s regeringsjubileum (Peterson-Berger) (1897)

2.2 Norrbotten vid Luleå stads 300-årsjubileum (Albert Carlgren) (1921)

2.3 Kantat vid Umeå stads 300-årsjubileum (Peterson-Berger) (1922)

2.4 Kantat vid Kungl. Teaterns 150-årsjubileum (Peterson-Berger) (1922, rev. 1935-36)

2.5 Soluppgång, till 250-årsminnet av Frösö trivialskolas instiftelse (Frösökantaten) (Peterson-Berger) (1929)

## 3. Orkesterverk
3.1 Orientalisk dans (1890)

3.2 Majkarneval i Stockholm, uvertyr (1892-93)

3.3 Symfoni nr 1 i B-dur, Baneret (1889-1903, omarbetad 1932-33)

3.3.1 När vi först drogo ut

3.3.2 Mellan fedjerna

3.3.3 Vid hjältebåren

3.3.4 Mot nya vårar

3.4 Symfoni nr 2 i Ess-dur, Sunnanfärd (1910)

3.4.1 Stiltje - Seglats

3.4.2 Rosenstaden: Dionysoståget - I Eros tempel - Symposion

3.4.3 Hemlängtan - För sunnanvind

3.5 Romans i d-moll för violin och orkester (1915)

3.6 Symfoni nr 3 i f-moll, Same Ätnam (Lappland) (1913-15)

3.6.1 Forntidsbilder

3.6.2 Vinterkväll

3.6.3 Sommarnatt

3.6.4 Framtidsdrömmar

3.7 Violinkonsert i fiss-moll (1915-28)

3.8 Symfoni nr 4 i A-dur, Holmia (1929)

3.9 Symfoni nr 5 i h-moll, Solitudo (1932-33)

## 4. Solosånger med piano
4.1 O, moder kära (Friedrich Rückert) (1886)

4.2 Tre sånger, op. 3 (1887)

4.2.1 Til Majdag (Jens Peter Jacobsen)

4.2.2 Jag sadled min Hest en Morgenstund (Ernst von der Recke)

4.2.3 Irmelin Rose (Jens Peter Jacobsen)

4.3 Aftonstämning (Daniel Fallström) (1888)

4.4 Jämtlandsminnen, op. 4 (Peterson-Berger) (1889)

4.4.1 Fjällvandring

4.4.2 Locklåt

4.5 Skogsidyll (Peterson-Berger) (1890)

4.6 Die Wallfahrt nach Kevlaar (Heinrich Heine) (1890)

4.6.1 Am Fenster stand die Mutter

4.6.2 Die Mutter Gottes zu Kevlaar trängt

4.6.3 Der kranke Sohn und die Mutter

4.7 Ur en kärlekssaga, sju sånger op. 14 (Günther Walling) (1896)

4.7.1 Vackra barn der vid ditt fönster

4.7.2 Två klara stjärnor har himlen mist

4.7.3 Dagen flyr

4.7.4 Liksom den unga Zephyr

4.7.5 Ibland myrten och jasminer

4.7.6 Minns du rosentiden

4.7.7 Att sorg du mig gjort

4.8 Visor i folkton, op. 5 (1892)

4.8.1 När jag för mig själv i mörka skogen går (Helena Nyblom)

4.8.2 Ditt namn har jag skrivit

4.8.3 Som stjärnorna på himmelen

4.8.4 Bland skogens höga furustammar (Helena Nyblom)

4.9 Och riddaren drog uti Österland (August Strindberg) (1892)

4.10 Ur minnesångarna i Sverige, op.7 (Per Daniel Amadeus Atterbom) (1895)

4.10.1 Sorg

4.10.2 Appelgården

4.11 To orientaliske Sange, op. 8 (Holger Drachmann) (1895)

4.11.1 Osmans sang

4.11.2 Kut-Alkulub

4.12 Tre sånger, op. 10 (Ernst von der Recke) (1895)

4.12.1 Jungfrun under lind

4.12.2 Sommarnattsdagg

4.12.3 Jungfrurosen

4.13 Två dikter av Birger Mörner (1896)

4.13.1 Än korpens vinge min tanke tar

4.13.2 Där hjortronen blomma

4.14 Tvenne sånger, op. 9 (1895-96)

4.14.1 Hemlängtan (Jørgen Moe)

4.14.2 Serenata (Helena Nyblom)

4.15 Marits visor, op. 12 (Bjørnstjerne Bjørnson) (1896)
4.15.1 Kom bukken til gutten

4.15.2 Solen skiner vakkert om kvælden

4.15.3 Holder du af mig

4.16 Mor Britta (Fredrik August Dahlgren) (1898)

4.17 Dichtungen von Friedrich Nietzsche 1901

4.17.1 Meine Rosen

4.17.2 Venedig

4.17.3 Ecce homo

4.17.4 Zarathustras Rundgesang

4.17.5 Dionysos-Dithyramb
4.17.5.1 Nicht lange durstest du noch

4.17.5.2 Tag meines Lebens!

4.17.5.3 Heiterkeit, güldene, komm!

4.18 Vier Gedichte von Ricarda Huch (1910)

4.18.1 Liebesreime

4.18.2 Vorfrühling

4.18.3 Die letzte Nacht

4.18.4 Musik bewegt mich

4.19 Svensk frihetssång (Biskop Thomas) (trol. 1903)

4.20 Frukttid (Anders Österling) (1919)

4.21 Två orientaliska fantasier (Heinrich Heine)

4.21.1 Der Asra

4.21.2 Das goldene Kalb

4.22 Två romantiska visor (1932)

4.22.1 Zigeunerlied (Johann Wolfgang von Goethe)

4.22.2 En positivvisa (Bo Bergman)

4.23 Svensk lyrik, serie 1

4.23.1 Häfte 1, op. 17 (1896)

4.23.1.1 Till bruden (Verner von Heidenstam)

4.23.1.2 Maj (Oscar Levertin)

4.23.1.3 Titania (Gustaf Fröding)

4.23.2 Häfte 2 (1896): Florez och Blanzeflor, op. 18:1 (Oscar Levertin)

4.23.3 Häfte 3 (1896): Höstsång, op. 18:2 (Verner von Heidenstam)

4.23.4 Häfte 4 (1898): Älven till flickan (Viktor Rydberg)

4.23.5 Häfte 5 (1898): Skogsrået (Viktor Rydberg)

4.23.6 Häfte 6 (1913) Gullebarns vaggsånger (Verner von Heidenstam)

4.23.6.1 Spörj östan, spörj västan

4.23.6.2 Mumla tumla humla

4.23.6.3 Sikta sikta gullkorn

4.23.6.4 Såg östan, såg västan

4.23.6.5 Högt på fallets ormbunksnår

4.24 Svensk lyrik, serie 2

4.24.1 Häfte 1 (1900) Ur Fridolins visor (Erik Axel Karlfeldt)

4.24.1.1 Månhymn vid Lambertsmässan

4.24.1.2 Du ler

4.24.1.3 Humlevisa

4.24.1.4 Jorum

4.24.1.5 Intet är som väntans tider

4.24.2 Häfte 2 (1901) Ur Fridolins lustgård (Erik Axel Karlfeldt)

4.24.2.1 Längtan heter min arvedel

4.24.2.2 Maj i Munga

4.24.2.3 Dina ögon äro eldar

4.24.2.4 Böljebyvals

4.24.2.5 Aspåkerspolska

4.24.3 Häfte 3 (1902) Ur Fridolins lustgård (Erik Axel Karlfeldt)

4.24.3.1 Herr Ollondal

4.24.3.2 På värdshuset Kopparflöjeln

4.24.3.3 En madrigal

4.24.4 Häfte 4 (1905) Ur Vildmarks- och kärleksvisor (Erik Axel Karlfeldt)

4.24.4.1 Drömd lycka

4.24.4.2 Serenad

4.24.4.3 Sagan om Rosalind

4.24.4.4 En spelmansvisa

4.24.5 Häfte 5, 1905, Fyra muntra visor (Erik Axel Karlfeldt)

4.24.5.1 Beväringsvisa

4.24.5.2 Sång efter skördeanden

4.24.5.3 Fanjunkar Berg

4.24.5.4 Selinda och Leander

4.24.6 Häfte 6 (1906): Löskekarlarnas sång (Erik Axel Karlfeldt)

4.24.7 Häfte 7 (1927-28) Ur Hösthorn (Erik Axel Karlfeldt)

4.24.7.1 Vandring

4.24.7.2 Gammal ramsa

4.24.7.3 Humlor

4.25 Svensk lyrik, serie 3

4.25.1 Häfte 1 (1911) Fyra dikter av August Strindberg

4.25.1.1 Mitt trollslott

4.25.1.2 Sju rosor och sju eldar

4.25.1.3 Semele

4.25.1.4 Villemo

4.25.2 Häfte 2 (1914) Offerkransar (Anders Österling)

4.25.2.1 O liv, jag såg dig

4.25.2.2 Återkomst

4.25.2.3 Hesperis

4.25.2.4 Det blir ej till stoft

4.25.3 Häfte 3 (1921) Två dikter av Bo Bergman

4.25.3.1 Melodi

4.25.3.2 Ödevisan

4.25.4 Häfte 4 (1921) Tre dikter av Bo Bergman

4.25.4.1 En gammal dansrytm

4.25.4.2 Vid ässjorna

4.25.4.3 Under vintergatan

4.25.5 Häfte 5/6 (1914-24) Två visor av Gustaf Fröding

4.25.5.1 En visa om kärlek

4.25.5.2 En vintervisa

4.26 Till Alma Arbman på sextioårsdagen (Johann Wolfgang von Goethe) (1913)

4.27 Gesällvisa (okänd författare) (1922)

4.28 En Stockholmssång (Johan Bergman) (1935)

## 5. Unison sång
5.1 Dalmarsch (Erik Axel Karlfeldt) (ca 1900)

5.2 I Mora (Erik Axel Karlfeldt) (1903)

5.3 Riddargossarnas sång (K.G. Ossiannilsson) (1912)

5.4 Jämtlandssången (Peterson-Berger) (1931)

5.5 Fosterlandet (Axel Lundegård?)

## 6. Blandad kör
6.1 Anne Knudsdatter (1891)

6.2 Solefallssang (Nordahl Rolfsen) (1891)

6.3 Kan det tröste (Christian Winther) (1891)

6.4 Fem dikter ur "Arne" (Bjørnstjerne Bjørnson) (1891-93)

6.4.1 Arnes sång

6.4.2 Moderns sång

6.4.3 Venevil

6.4.4 Ingered Sletten

6.4.5 Trädet

6.5 Österländsk dans-scen (Peterson-Berger) (1892)

6.6 Skogssång (Albert Theodor Gellerstedt) (1890-tal)

6.7 Stämning (Sigrid Elmblad) (1890-tal)

6.8 Hvile i Skoven (Johan Sebastian Welhaven) (1894)

6.9 Sånger för blandad kör (1891-94)

6.9.1 Näcken (Erik Johan Stagnelius)

6.9.2 Guldfågel (Carl Snoilsky)

6.9.3 Vårsång I (Peterson-Berger)

6.9.4 Vårsång II (Peterson-Berger)

6.9.5 Juninatt (Peterson-Berger)

6.9.6 Det står ett ljus i Österland (folkvisa)

6.10 Åtta sånger för blandad kör, op. 11 (1890-94)

6.10.1 Stemning (Jens Peter Jacobsen)

6.10.2 I Fyrreskoven (I furuskogen) (Helena Nyblom)

6.10.3 Ved havet (Johan Sebastian Welhaven)

6.10.4 På fjeldesti (Bjørnstjerne Bjørnson)

6.10.5 Vesleblomme (Bjørnstjerne Bjørnson)

6.10.6 Killebukken (Bjørnstjerne Bjørnson)

6.10.7 Lokkeleg (Bjørnstjerne Bjørnson)

6.10.8 Dans! ropte Felen (Bjørnstjerne Bjørnson)

6.11 Solskinsvise (Bjørnstjerne Bjørnson) (1894)

6.12 Tio sånger för blandad kör (1889-95)

6.12.1 Ungdomsdröm (Peterson-Berger)

6.12.2 Sommarminnen (Peterson-Berger)

6.12.3 Sommaren kommer (Per Daniel Amadeus Atterbom)

6.12.4 Aften ved fjorden (Jørgen Moe)

6.12.5 Lokkende toner (Johan Sebastian Welhaven)

6.12.6 Min hu (Ernst von der Recke)

6.12.7 Prinsessen (Bjørnstjerne Bjørnson)

6.12.8 Herr Olav (norsk folkvisa)

6.12.9 Trollruna (norsk folkvisa)

6.12.10 Bröllopsskruden (rysk folkvisa)

6.13 Vårsång III (Peterson-Berger) (1895)

6.14 Fjällvandrarsång (Gillis Bratt, rev. Peterson-Berger) (1907)

6.15 Bröllopssång (Karl-Erik Forsslund) (1909)

6.16 Fansång (Peterson-Berger), 1936

6.17 Sverige (Bernhard Risberg), 1936

6.18 La pêche des moules

6.19 Les compagnons de la Marjolaine

6.20 Visa i folkton (Wendela Hebbe)

## 7. Manskvartett
7.1 En fjällfärd (Peterson-Berger) (1893)

7.1.1 Prolog

7.1.2 Vandringssång

7.1.3 På fjället i sol

7.1.4 På fjället i regn

7.1.5 Humoresk

7.1.6 Serenad

7.1.7 Afsked

7.1.8 Epilog

7.2 Husarvisa (1894)

7.3 Fyrstämmiga sånger för mansröster (1895-96)

7.3.1 Balder är fallen (Gustaf Fröding)

7.3.2 Vildrosor (slavisk visa)

7.3.3 Hymn (Johan Ludvig Runeberg)

7.3.4 Och minns du vad du lovade? (folkvisa)

7.4 Finsk idyll, för manskör och barytonsolo (Johan Ludvig Runeberg) (1903)

7.5 Hyllning till Jämtland (Peterson-Berger) (1910)

7.6 Hembygdshälsning (Peterson-Berger) (1911) (tillägnad Norrlands nation i Uppsala)

7.7 Fyra dikter av Erik Axel Karlfeldt för fyrstämming manskör (1911-12)

7.7.1 Jungfru Maria

7.7.2 Det förgångna

7.7.3 Hästkarlar

7.7.4 Fem farliga F

7.8 Sorgehymn vid August Strindbergs bår (Walter Hülphers), tenor, manskör (1912)

7.9 Sommarkväll (Prins Wilhelm) (1912)

7.10 Asra (Heinrich Heine) (1912)

7.11 Gillets skål (J.W. Dumky) (1913)

7.12 De tysta sångerna (Erik Axel Karlfeldt), tenor, manskör (1914)

7.13 Svensk folkvisa (Ack, Wärmeland du sköna) med tenorsolo (1914?)

7.14 Hälsningsfanfar (1918)

7.15 Dalslands hembygdssång (Tor Arne) (1916) (även unison version)

7.16 Jutta kommer till Folkungarna (Verner von Heidenstam) (1922)

7.17 Kompankörer (Erik Axel Karlfeldt) (1924)

7.17.1 Adrian Brushane

7.17.2 En gammal man

7.17.3 Julia Djuplin

7.18 Idrottssång (Peterson-Berger) (1936)

Dessutom har Peterson-Berger gjort arrangemang av egna solo- och körsånger för manskvartett. (Se "PB, en vägvisare".)

## 8. Piano
8.1 En herrskapstrall (1883)

8.2 Valse burlesque (1886)

8.3 Canzonetta, op. 2 (1888) (arr. för violin och piano 1925)

8.4 Marsch (Tempo di marcia) (1889)

8.5 Brudmasch, op. 6 (1889)

8.6 Fuga f-moll (1889)

8.7 Valzerino (1892)

8.8 Vikingabalk (pianoduett) (1893)

8.9 Bröllopsmarsch (1894)

8.10 Tonmålningar, op. 13 (1894)

8.10.1 Skogsinteriör

8.10.2 Klockringning

8.10.3 Marin

8.11 Damernas album, op. 6 (1895)

8.11.1 Till min syster Gerda

8.11.2 Till Fru Anna Örtenblad

8.11.3 Till Fröken Cilly Dankwardt-Lillieström

8.11.4 Till Fru Anna Tirén

8.11.5 Till Fröken Ellen Hellström

8.11.6 Till Fru Hulda Tirén

8.11.7 An Fräulein Fanny Clauss

8.12 Frösöblomster, op. 16 (1896)

8.12.1 Rentrée

8.12.2 Sommarsång

8.12.3 Lawn tennis

8.12.4 Till rosorna

8.12.5 Gratulation

8.12.6 Vid Frösö kyrka

8.12.7 I skymningen

8.12.8 Hälsning

8.13 Sex låtar för klaver (1897)

8.13.1 När rönnen blommar

8.13.2 Gångtrall

8.13.3 Väst i fjällom

8.13.4 Spelman

8.13.5 Chorus mysticus

8.13.6 Nachspiel

8.14 Invention a 2 voci (1897)

8.15 Glidande skyar (1897)

8.16 Stjärngossarna (1897)

8.17 Norrländsk rapsodi (1898)

8.18 Fyra danspoem (1900)

8.18.1 Till fördansarna

8.18.2 Sommardrömmar

8.18.3 Morgonbris

8.18.4 Serenad

8.19 Frösöblomster ny samling (1900)

8.19.1 Solhälsning

8.19.2 Jämtland

8.19.3 Långt bort i skogarna

8.19.4 Vid Larsmäss

8.19.5 Vågor mot stranden

8.19.6 Minnen

8.20 I somras (1903)

8.20.1 Fjället

8.20.2 Sjön

8.20.3 Över heden

8.20.4 Ekorre och skogsduva

8.20.5 Granskogen

8.20.6 Fjällbäcken

8.21 Svensk folkmusik, häfte 1, Folkvisor (1906)

8.22 Svensk folkmusik, häfte 2, Dansar (1906)

8.23 Kung Junis intåg (1907)

8.24 Färdminnen (1908)

8.24.1 På vägen

8.24.2 Solregn

8.24.3 Herrgårdsfröknarna

8.24.4 Fjärrsyn

8.24.5 Förbi

8.25 Frösöblomster III "I Sommarhagen" (1914)

8.25.1 Förspel

8.25.2 Intåg i Sommarhagen

8.25.3 Landskap i aftonsol

8.25.4 Folkhumor

8.25.5 Vildmarken lockar

8.25.6 Under asparna

8.25.7 Om många år

8.26 Tre albumblad i dansform (1917)

8.26.1 Menuett

8.26.2 Gavott

8.26.3 Vals

8.27 Earina (1917)

8.27.1 Åkallan

8.27.2 Blomsteroffret

8.27.3 Vapenvigning

8.27.4 Tempelceremoni

8.27.5 Rapsoden sjunger

8.27.6 Lyckorunor

8.27.7 Löfte

8.28 September (1920)

8.29 Italiana (1922)

8.29.1 Solhymn (Paian)

8.29.2 Vision antique I. Dansande nymf.

8.29.3 Vision antique II. Evoe Bacche!

8.29.4 Villa d'Este

8.29.5 Sorrentinsk serenad

8.30 Tre nya danspoem (1924)

8.30.1 När mor var ung

8.30.2 På gräset under lindarna

8.30.3 Livets danslek

8.31 Anakreontika I (1922-23)

8.31.1 Till lyran

8.31.2 Till duvan

8.31.3 Drömtydning

8.32 Tre tondikter för piano (1924-26)

8.32.1 Lycka

8.32.2 In memoriam

8.32.3 Amerikansk dans

8.33 Vallåt (1927?)

8.34 Mirres menuett (ca 1930)

8.35 Hyllning på femtioårsdagen (komp. till Sten Dehlgren) (1931)

8.36 Solitudo (1932)

8.36.1 Glam

8.36.2 Ungkarlsvalsen

8.36.3 Bukolikon

8.36.4 Tonfilm, barntillåten

8.36.5 Gåtan

8.37 Idyll (1932)

8.38 Anakreontika II (1935)

8.38.1 Oraklet

8.38.2 Flöjtspel på Peneios

8.38.3 Till Eros

8.38.4 Anakreons dans

Dessutom har Peterson-Berger gjort arrangemang av egna solo- och körsånger för piano. (Se "PB, en vägvisare".)

## 9. Kammarmusik

### Violin och piano
9.1 Violinsonat nr 1, e-moll, op. 1 (1887)

9.2 Violinsonat a-moll (1887-88)

9.3 Bolero (1888?)

9.4 Cantilena (1888)

9.5 Melodi F-dur (1889)

9.6 Lyrisk sång (1895)

9.7 Suite, op. 15 (1896)

9.8 Violinsonat nr 2, G-dur (1910)

9.9 Melodia d-moll, (1916)

9.10 En visa utan ord (1916)

### Violoncell och piano
9.11 Berceuse (1891)

### Två violiner
9.12 Preludium (1889)

9.13 Gånglåt (1889)

9.14 Duett (1891)

9.15 20 Jämt-polskor (1902)

9.16 Intermezzo (?)

Dessutom har Peterson-Berger gjort egna arrangemang för violin och piano av egna sånger och körstycken. (Se "PB, en vägvisare".)

## 10. Arrangemang av andra kompositörers verk
Listan är ännu inte komplett. Det finns totalt 23 kända arrangemang av andra kompositörers verk.
10.1 Tonernes flugt (Henrik Hertz) (körstycke, arrangemang efter Halfdan Kjerulf)

10.2 Lokkende toner (Johan Sebastian Welhaven) (körstycke, arrangemang efter Halfdan Kjerulf)

10.3 Brudeferd i Hardanger (Peter Andreas Munch) (körstycke, arrangemang efter Halfdan Kjerulf)

10.4 Till skogsstjärnan (okänd textförfattare) (körstycke, arrangemang efter Vilhelm Svedbom)

10.5 Sang på vandet (Johan Ludvig Heiberg) (körstycke, arrangemang efter Halfdan Kjerulf)

10.6 Virgo gloriosa (körstycke, arrangemang efter August Söderman)

10.7 Le célèbre menuet d'Exaudet (okänd textförfattare) (körstycke, arrangemang efter André-Joseph Exaudet)

10.8 Fjäriln vingad (Bellman) (körstycke, arrangemang efter Carl Michael Bellman)

10.9 Skovsang (Christian Winther) (körstycke, arrangemang efter Edvard Grieg)

10.10 Sjung, sjung! (Zacharias Topelius) (körstycke, arrangemang efter August Söderman)

10.11 Säg, o minns du i tysta kvällen (okänd textförfattare) (körstycke, arrangemang efter August Melcher Myrberg)

10.12 Suomis sång (Emil von Qvanten) (körstycke, arrangemang efter Fredrik Pacius)

10.13 Ingrids vise (Bjørnstjerne Bjørnson) (körstycke, arrangemang efter Halfdan Kjerulf)

10.14 Kornmodsglansen (Lange-Müller) (körstycke, arrangemang efter Peter Erasmus Lange-Müller)

10.15 Säterjäntans söndag (Bull) (körstycke, arrangemang efter Ole Bull)

10.16 Jægeres Sang paa Fjeldet (okänd textförfattare) (körstycke, arrangemang efter Halfdan Kjerulf)